# Today's Zaman
Today’s Zaman (Zaman в переводе с турецкого означает «время» или «возраст») — ежедневная англоязычная газета, базирующаяся в Турции. Это англоязычное издание турецкой ежедневной газеты Zaman, основанное 17 января 2007 года. Today’s Zaman освещает внутренние и международные события и регулярно публикует тематические приложения. Среди его авторов был карикатурист Джем Кызылтуг.
4 марта 2016 года для управления Zaman, а также Today’s Zaman был назначен государственный администратор. С тех пор, как 17 декабря 2013 года была обнародована серия расследований коррупции, направленных против высокопоставленных государственных чиновников, правительство Турции оказывает давление на СМИ, которые его критикуют. 
20 июля 2016 года, через пять дней после попытки военного переворота, Today’s Zaman была закрыта указом президента Реджепа Тайипа Эрдогана; были выданы ордера на арест 47 бывших сотрудников. Одно из официальных лиц назвало Zaman «ведущей медиа-организацией» движения, возглавляемого Гюленом.